# Diselma archeri
Diselma archeri es una especie de la familia de las cupresáceas con una sola especie en el género Diselma. Es de Tasmania, en las costas oeste, y en el Lago St Clair, a altitudes de 910-1220 m s. n. m.

## Descripción
Es un arbusto diclino dioico, raramente un árbol pequeño, de 1-6 m. Las hojas son escamosas, de 2-3 mm de longitud, arregladas en cuatro grupos en pares opuestos decusados. Los conos son los más pequeños de las coníferas, de 2-3 mm de largo, verdes madurando a pardos en cerca de 7-8 meses de la polinización, y con 4 escamas en dos pares opuestos, cada escama con una pequeña bráctea; el par superior con dos pequeñas semillas aladas.

## Taxonomía
Diselma archeri fue descrita por Joseph Dalton Hooker y publicado en Flora Tasmaniae 1(4): 353, t. 98. 1857.
Sinonimia
- Fitzroya archeri (Hook.f.) Benth. & Hook.f.[3]